# Odontonema mortonii
Odontonema mortonii är en akantusväxtart som beskrevs av V.M. Baum. Odontonema mortonii ingår i släktet Odontonema och familjen akantusväxter. Inga underarter finns listade i Catalogue of Life.